# 12 фантазий для флейты соло
12 фантазий для флейты соло, TWV 40: 2—13 ― сборник произведений Георга Филиппа Телемана, впервые опубликованный в Гамбурге в 1732—1733 годах. Хранящаяся в Брюссельской консерватории копия первого издания имеет поддельный титульный лист с ошибочной надписью Fantasie per il Violino (Фантазии для скрипки соло).
Сольные флейтовые фантазии Телемана ― единственные в барочном репертуаре, которые включают в себя части, на первый взгляд невозможные для исполнения на флейте, например фуги в фантазиях 2, 6 и 8—11. Чтобы добиться эффекта многоголосия при помощи одного голоса, композитор использует комбинации двух мелодических линий, звучащих относительно независимо друг от друга. В 2012 году издательством Euprint была опубликована аранжировка фантазий для альта соло. В этой аранжировке, благодаря использованию двойных нот, некоторые пьесы становятся настоящими полифоническими произведениями.

## Структура
Сборник включает в себя следующие фантазии:
- ля мажор (Vivace — Allegro)
- ля минор (Grave — Vivace — Adagio — Allegro)
- си минор (Largo — Vivace — Largo — Vivace — Allegro)
- си-бемоль мажор (Andante — Allegro — Presto)
- до мажор (Presto — Largo — Presto — Dolce — Allegro — Allegro)
- ре минор (Dolce — Allegro — Spiritioso)
- ре мажор (Alla francese — Presto)
- ми минор (Largo — Spiritoso — Allegro)
- ми мажор (Affettuoso — Allegro — Grave — Vivace)
- фа-диез минор (A tempo guisto — Presto — Moderato)
- соль мажор (Allegro — Adagio — Vivace — Allegro)
- соль минор (Grave — Allegro — Grave — Allegro — Dolce — Allegro — Presto)

Телеман намеренно избегал тональностей, неудобных для одноклавишной флейты, то есть си мажор, до минор, фа минор и фа-диез мажор.